# Жибритов
Жибритов (слч. Žibritov) насељено је мјесто са административним статусом сеоске општине (слч. obec) у округу Крупина, у Банскобистричком крају, Словачка Република.

## Становништво
| Година:    | 1994. | 2004.    | 2014.    | 2024.   |
| ---------- | ----- | -------- | -------- | ------- |
| Број људи: | 97    | 81       | 67       | 62      |
| Разлика:   |       | -16,49 % | -17,28 % | -7,46 % |

| Година:    | 2023. | 2024.   |
| ---------- | ----- | ------- |
| Број људи: | 65    | 62      |
| Разлика:   |       | -4,61 % |

Према подацима о броју становника из 2024. године насеље је имало 62 становника.